# Gynoplistia digitifera
Gynoplistia digitifera är en tvåvingeart som beskrevs av Alexander 1953. Gynoplistia digitifera ingår i släktet Gynoplistia och familjen småharkrankar. Inga underarter finns listade i Catalogue of Life.